# Моя госпожа (фильм, 1964)
Моя госпожа (итал. La mia signora) — итальянская черно-белая кинокомедия 1964 года трёх режиссеров Тинто Браса, Мауро Болоньини и Луиджи Коменчини.

## Сюжет
Фильм состоит из пяти эпизодов: «Маленькая птичка»; «Эритрея»; «Мои близкие»; «Лучана»; «Автомобиль». Во всех эпизодах главные роли играют Альберто Сорди и Сильвана Мангано.
- «Маленькая птичка»: Жена инженера строителя очень любит маленькую канарейку и даже своей суетой подобная ей. Это очень раздражает инженера и он с помощью «идеального преступления» убивает птичку. Но жена покупает новую канарейку.
- «Эритрея»: Строитель Сартолетти, которому очень нужен подпись влиятельного чиновника, случайно подвозит проститутку Эритрею, которую этот чиновник воспринимает как жену инженера. Увидев, что «жена» понравилась чиновнику, бизнесмен решает использовать проститутку в своих целях.
- «Мои близкие»: Пребывания в больнице для молодого, еще недавно здорового и полного энергии человека, всегда является стрессовой ситуацией, которую могут несколько облегчить своей поддержкой близкие члены его семьи. Как отнесется Марко до посещения его ближайших?
- «Лучана»: В ресторане римского аэропорта Джованни Ферреро ждет жену, которая должна лететь в Америку. За соседним столиком скучает симпатичная Лучана — жена богатого бизнесмена, который должен лететь тем же рейсом. Что же произойдет когда улетит самолет?
- «Автомобиль»: Господин Бьянки и его жена Джермана пришли в комиссариат полиции, чтобы подать заявление о похищении автомобиля. Дорогой «Ягуар» пропал, когда Джермана поехала навестить свою подругу. И в процессе разговора с комиссаром раскрываются интересные детали похищения.